# روتني كلارك
روتني كلارك (بالإنجليزية: Rotnei Clarke)‏ مواليد 20 يوليو 1989 في كلارمور، هو لاعب كرة سلة أمريكي. بدأ مسيرته الاحترافية في سنة 2013. يلعب مع فيكتوريا يبرتاس بيزارو في ليغا باسكيت الدرجة الأولى كلاعب هجوم خلفي.

## المسيرة الاحترافية
لعب مع إلوارا هوكز في الدوري الأسترالي في موسم 2013–2014، ثم لعب مع تليكوم باسكتس بون في الدوري الألماني في موسم 2015–2016، ثم لعب مع إلوارا هوكز في الدوري الأسترالي في سنة 2016، ثم لعب مع فيكتوريا يبرتاس بيزارو في الدوري الإيطالي في سنة 2017.

## روابط خارجية
- روتني كلارك على موقع كرة السلة الأوروبية.كوم (الإنجليزية)
- روتني كلارك على موقع كلية كرة السلة في سبورتس رفرنس.كوم (الإنجليزية)
- روتني كلارك على موقع ريلجم (الإنجليزية)
- روتني كلارك على موقع بروبوليرز (الإنجليزية)
- روتني كلارك على موقع سبورتس رفرنس (الإنجليزية)